# Gare de Sakuragichō
La gare de Sakuragichō (桜木町駅, Sakuragichō-eki) est une gare ferroviaire de la ville de Yokohama, dans la préfecture de Kanagawa au Japon. La gare est exploitée par la compagnie JR East et le métro de Yokohama.

## Situation ferroviaire
Gare d'échange, elle est située au point kilométrique (PK) 2,0 de la ligne Negishi et au PK 20,4 de la ligne bleue du métro de Yokohama.

## Histoire

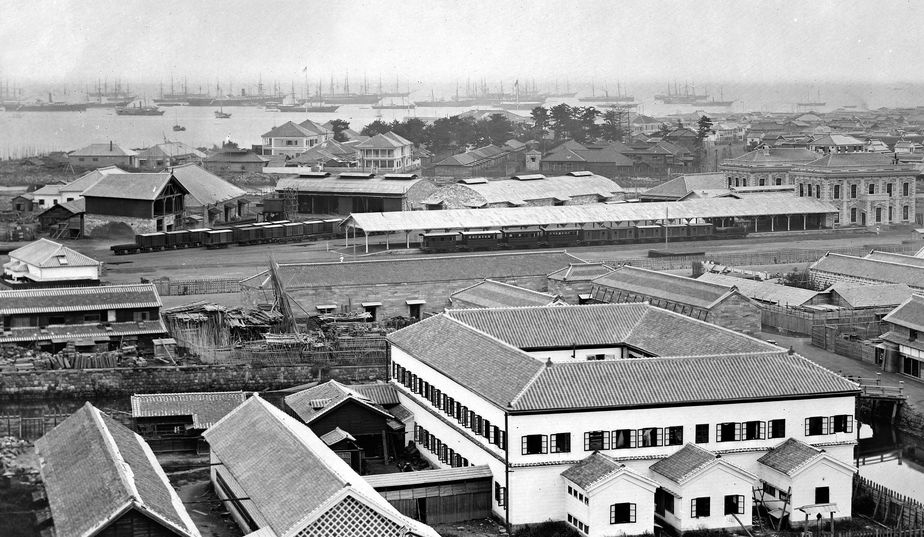
La gare en 1872 (alors appelée gare de Yokohama)

La gare de Sakuragichō a ouvert le 12 juin 1872 comme première gare de Yokohama sur la toute première ligne ferroviaire du Japon. C'est la plus ancienne gare du Japon avec la gare de Shinagawa. Elle prit son nom actuel en 1915 quand la gare de Yokohama fut déplacée près de l'actuelle station de métro Takashimachō.
Le 24 avril 1951, un incendie dans un train tue 106 personnes et en blesse 92.
De 1932 à 2004, la gare marquait le terminus de la ligne Tōkyū Tōyoko. Il est abandonné à la suite de l'interconnexion de la ligne avec la ligne Minatomirai.

## Service des voyageurs

### Accueil
La gare dispose d'un bâtiment voyageurs, avec guichets, ouvert tous les jours.

### Desserte

#### JR East
- Ligne Negishi :
  - voie 1 : direction Ōfuna
  - voie 3-4 : direction Yokohama (interconnexion avec la ligne Keihin-Tōhoku pour Tokyo et Ōmiya)

#### Métro de Yokohama
- Ligne bleue :
  - voie 1 : direction Shonandai
  - voie 2 : direction Azamino

#### Transport urbain par câble
La gare est un des terminus du Yokohama Air Cabin.